# .mu
.mu為毛里裘斯國家及地區頂級域（ccTLD）的域名。此域名由毛里求斯網絡資訊中心管理，授權特定註冊商管理註冊事宜。部分註冊商的宣傳資料認為此域名適合音樂（music）或博物館（museum）相關網站使用。
除了毛里求斯相關網站外，也有一些音樂相關團體網站和服務使用此域名。

## 外部連結
- IANA .mu whois information（页面存档备份，存于）
- MUNIC site